# Piercarlo Ghinzani
Piercarlo Ghinzani (16 de janeiro de 1952 em Riviera d'Abba, atual cidade de Medolago) é um ex-automobilista italiano de Fórmula 1 que esteve nas temporadas de 1981, 1983 até 1989.
Nas oito temporadas em que esteve presente na Fórmula 1, Ghinzani esteve por cinco temporadas inteiras pela equipe Osella Corse, uma pela equipe Ligier, uma pela equipe Zakspeed, além da metade inicial da temporada de 1985, pela Osella, e a metade final da mesma temporada pela equipe Toleman, totalizando 111 corridas disputadas. Conquistou dois pontos na categoria, ao terminar na 5ª colocação no GP de Dallas de 1984, sempre pela Osella. Tentou uma sorte melhor na temporada de 1987, ao se mudar para a decadente equipe Ligier, equipada com motores 1Alfa Romeo, (mas em função do franco desempenho nos testes de pré-temporada, a equipe não esteve presente para disputar o GP do Brasil. Rapidamente, a equipe fechou com a Megatron para ser utilizado a partir do GP de San Marino até o final do campeonato. O projetista teve que fazer a versão B do chassi para se adaptar ao novo motor). Porém voltou para equipes de menor porte. Na última temporada disputada, outra vez pela Osella, que foi a sua verdadeira "casa", Ghinzani conseguiu se classificar para largar em apenas três provas.

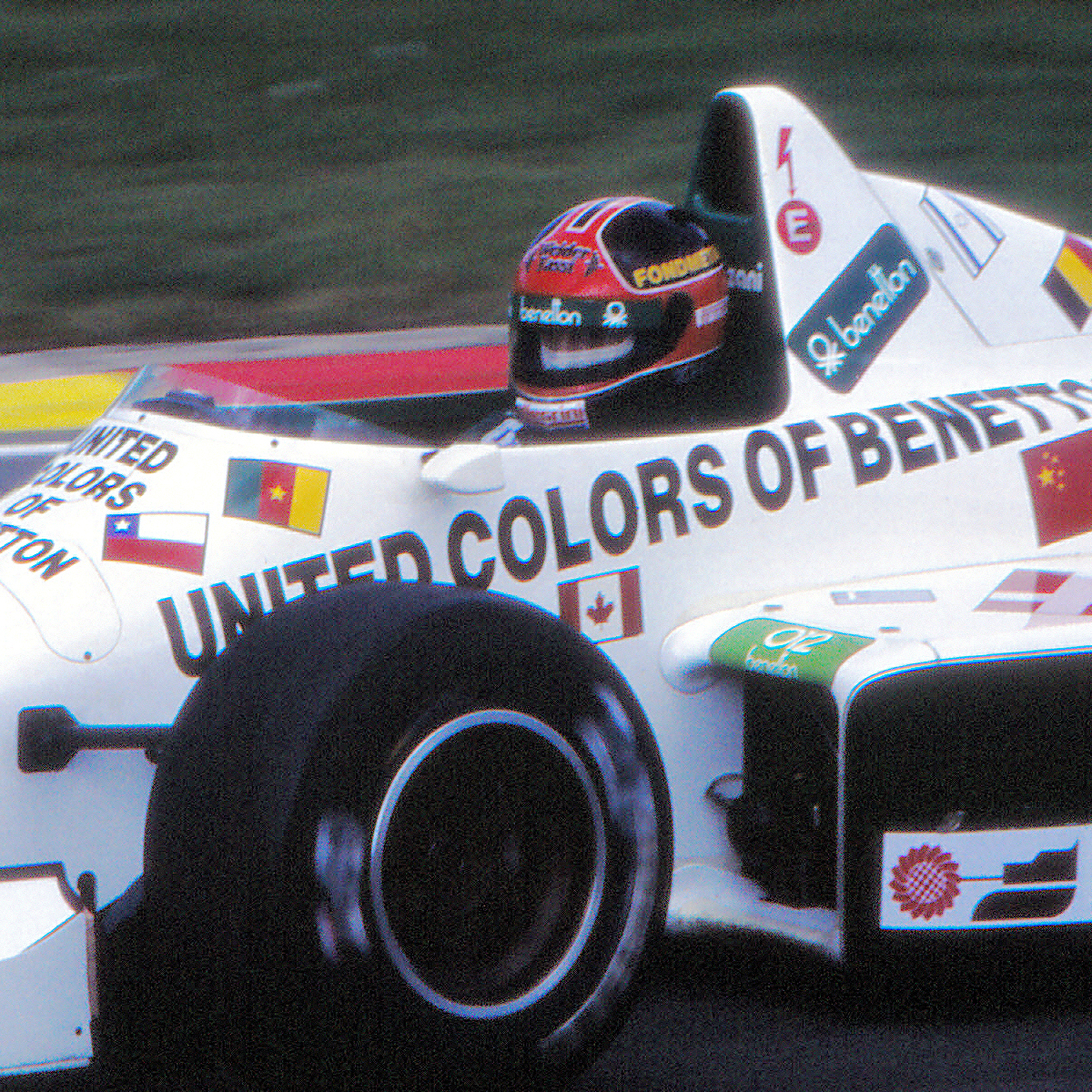
Ghinzani pilotando o Toleman TG185

]]

## Fórmula 1[1]
(legenda)
| Ano  | Nome Oficial da Equipe   | Chassis       | Motor                    | 1         | 2         | 3         | 4         | 5         | 6         | 7          | 8         | 9         | 10        | 11        | 12        | 13        | 14        | 15        | 16        | Pontos | Posição  |
| ---- | ------------------------ | ------------- | ------------------------ | --------- | --------- | --------- | --------- | --------- | --------- | ---------- | --------- | --------- | --------- | --------- | --------- | --------- | --------- | --------- | --------- | ------ | -------- |
| 1981 | Osella Squadra Corse     | Osella FA1B   | Ford Cosworth DFV V8     |           |           |           |           | BEL 13º M | MON NQ M  |            |           |           |           |           |           |           |           |           |           | 0      | NC (31º) |
| 1983 | Osella Squadra Corse     | Osella FA1B   | Ford Cosworth DFV V8     | BRA NQ M  | USW NQ M  | FRA NQ M  |           |           |           |            |           |           |           |           |           |           |           |           |           | 0      | NC (28º) |
| 1983 | Osella Squadra Corse     | Osella FA1E   | Alfa Romeo 1260 V12      |           |           |           | SMR NQ M  | MON NQ M  | BEL NQ M  | DET >Ret M | CAN NQ M  | GBR Ret M | GER Ret M | AUT 11º M | NED NQ M  | ITA Ret M | EUR Ret M | RSA Ret M |           | 0      | NC (28º) |
| 1984 | Osella Squadra Corse     | Osella FA1F   | Alfa Romeo 890T V8 Turbo | BRA Ret P | RSA DNS P | BEL Ret P | SMR NQ P  | FRA 12º P | MON 7º P  | CAN Ret P  | DET Ret P | DAL 5º P  | GBR 9º P  | ALE Ret P | AUT Ret P | NED Ret P | ITA 7º P  | EUR Ret P | POR Ret P | 2      | 19º      |
| 1985 | Osella Squadra Corse     | Osella FA1F   | Alfa Romeo 890T V8 Turbo | BRA 12º P | POR 9º P  | SMR NC P  |           |           |           |            |           |           |           |           |           |           |           |           |           | 0      | NC (27º) |
| 1985 | Osella Squadra Corse     | Osella FA1G   | Alfa Romeo 890T V8 Turbo |           |           |           | MON NQ P  | CAN Ret P | DET Ret P | FRA 15º P  | GBR Ret P |           |           |           |           |           |           |           |           | 0      | NC (27º) |
| 1985 | Toleman Group Motorsport | Toleman TG185 | Hart 415T L4 Turbo       |           |           |           |           |           |           |            |           |           | AUT Ret P | NED Ret P | ITA Ret P | BEL Ret P | EUR Ret P | RSA Ret P | AUS Ret P | 0      | NC (27º) |
| 1986 | Osella Squadra Corse     | Osella FA1G   | Alfa Romeo 890T V8 Turbo | BRA Ret P | ESP Ret P | SMR Ret P | MON NQ P  | BEL Ret P | CAN Ret P | DET Ret P  |           | GBR Ret P | ALE Ret P | HUN Ret P | AUT 11º P | ITA Ret P | POR Ret P | MEX Ret P | AUS Ret P | 0      | NC (27º) |
| 1986 | Osella Squadra Corse     | Osella FA1H   | Alfa Romeo 890T V8 Turbo |           |           |           |           |           |           |            | FRA Ret P |           |           |           |           |           |           |           |           | 0      | NC (27º) |
| 1987 | Ligier Loto              | Ligier JS29B  | Megatron M12/13 L4 Turbo |           | SMR Ret G | BEL 7º G  | MON 12º G | DET Ret G |           |            |           |           |           |           |           |           |           |           |           | 0      | NC (23º) |
| 1987 | Ligier Loto              | Ligier JS29C  | Megatron M12/13 L4 Turbo |           |           |           |           |           | FRA Ret G | ING DSQ G  | GER Ret G | HUN 12º G | AUT 8º G  | ITA 8º G  | POR Ret G | ESP Ret G | MEX Ret G | JAP 13º G | AUS Ret G | 0      | NC (23º) |
| 1988 | West Zakspeed Racing     | Zakspeed 881  | Zakspeed 1500/4 L4 Turbo | BRA NQ G  | SMR Ret G | MON Ret G | MEX 15º G | CAN 14º G | DET NQ G  | FRA DSQ G  | GBR NQ G  | ALE 14º G | HUN NQ G  | BEL Ret G | ITA Ret G | POR NQ G  | ESP NQ G  | JAP NQ G  | AUS Ret G | 0      | NC (33º) |
| 1989 | Osella Squadra Corse     | Osella FA1M   | Ford Cosworth DFR V8     | BRA NPQ P | SMR NPQ P | MON NPQ P | MEX NPQ P | USA NPQ P | CAN NPQ P | FRA NPQ P  | GBR NPQ P | GER NPQ P | HUN Ret P | BEL NPQ P | ITA NPQ P | POR NPQ P | ESP Ret P | JAP NPQ P | AUS Ret P | 0      | NC (37º) |